# Tham Khao Luang
Il s'agit d'un lieu de culte bouddhique, édifié sous l'impulsion du roi thaïlandais Rama IV Mongkut, lequel fut souverain du Siam entre 1851 et 1868. Ce monument est classé au patrimoine mondial de l'UNESCO. Il se situe au cœur de l'écrin constitué par la Tham Khao Luang, située à proximité du palais du parc historique national de Phra Nakhon Kiri (en) dans le Shangwat de Phetchaburi, en Thaïlande,,,,,.

## Localisation
La grotte sacrée de Tham Khao Luang est à trois kilomètres au nord de la ville de Phetchaburi.

## Histoire
Temple Tham Khao Luang Construit sous le règne du roi Chulalongkorn. Sa Majesté avait l'intention de construire un temple au sommet de la montagne. À offrir à Sa Majesté le Roi Mongkut qui a visité cette grotte une fois et avec l'idée royale que cette grotte de Khao Luang C'est magnifique avec des stalagmites et des stalactites partout sur les parois de la grotte. À l’intérieur, il y a une large ouverture où la lumière du soleil pénètre et frappe les formations rocheuses. provoquant une gamme de couleurs dans la grotte. De plus, le trou dans la roche est transformé en canal. Rend l'air frais et confortable et non étouffant. Jusqu'à ce que vous puissiez voir la beauté de la grotte dans tous les coins.